# Creature di Dio
Creature di Dio (God's Creatures) è un film del 2022 diretto da Saela Davis e Anna Rose Holmer.

## Trama
Dopo sette anni in Australia, Brian O'Hara torna inaspettatamente nel piccolo villaggio di pescatori sulle coste irlandesi in cui è cresciuto. La madre Aileen O'Hara è sorpresa e felice di vederlo e di scoprire che il giovane intende restare e riavviare l'allevamento di ostriche del nonno. Poco tempo dopo Aileen vede il figlio provare a riallacciare i rapporti con Sarah, una ragazza con cui era stato insieme prima di partire; la ragazza, tuttavia, lo rifiuta. Quella notta Sarah viene violentata e la ragazza accusa Brian dello stupro. Alla stazione di polizia Aileen mente e afferma che il figlio ha passato la notte a casa e, dopo aver ripetuto la menzogna davanti al giudice, il caso viene archiviato.
Aileen prova compassione per Sarah, che perde anche il lavoro a causa delle frequenti assenze dopo lo stupro. La donna comincia a pentirsi della propria bugia, soprattutto quando vede l'indifferenza di Brian e il modo in cui gli altri uomini scherzano con lui sull'accaduto. Al funerale di Paddy, il suocero di Aileen, Sarah porge le sue condoglianze alla famiglia del morto, ma sputa in faccia a Brian; Aileen prende le sue difese e impedisce che le venga fatto del male. Quella sera vede il figlio flirtare con una ragazza più giovane e lo riprende aspramente, causando così un alterco fisico tra Brian e il padre Con.
Il giorno dopo Aileen segue il figlio in barca fino all'allevamento di ostriche, dove lo confronta su quanto avvenuto. Brian si dimostra però indifferente alla rabbia della madre, che si allontana da lui e risale sulla barca. Sempre incurante delle maree, Brian si rende conto troppo tardi del pericolo in cui si trova mentre il livello dell'acqua si alza improvvisamente. Il giovane chiama la madre per farsi aiutare, ma la donna resta nascosta sulla barca e lascia che il figlio anneghi. Poco tempo dopo Aileen si reca da Sarah per scusarsi con lei e chiederle se intende rimanere, ma la giovane donna è pronta a partire e lasciarsi alle spalle il clima misogino e soffocante del villaggio.

## Produzione

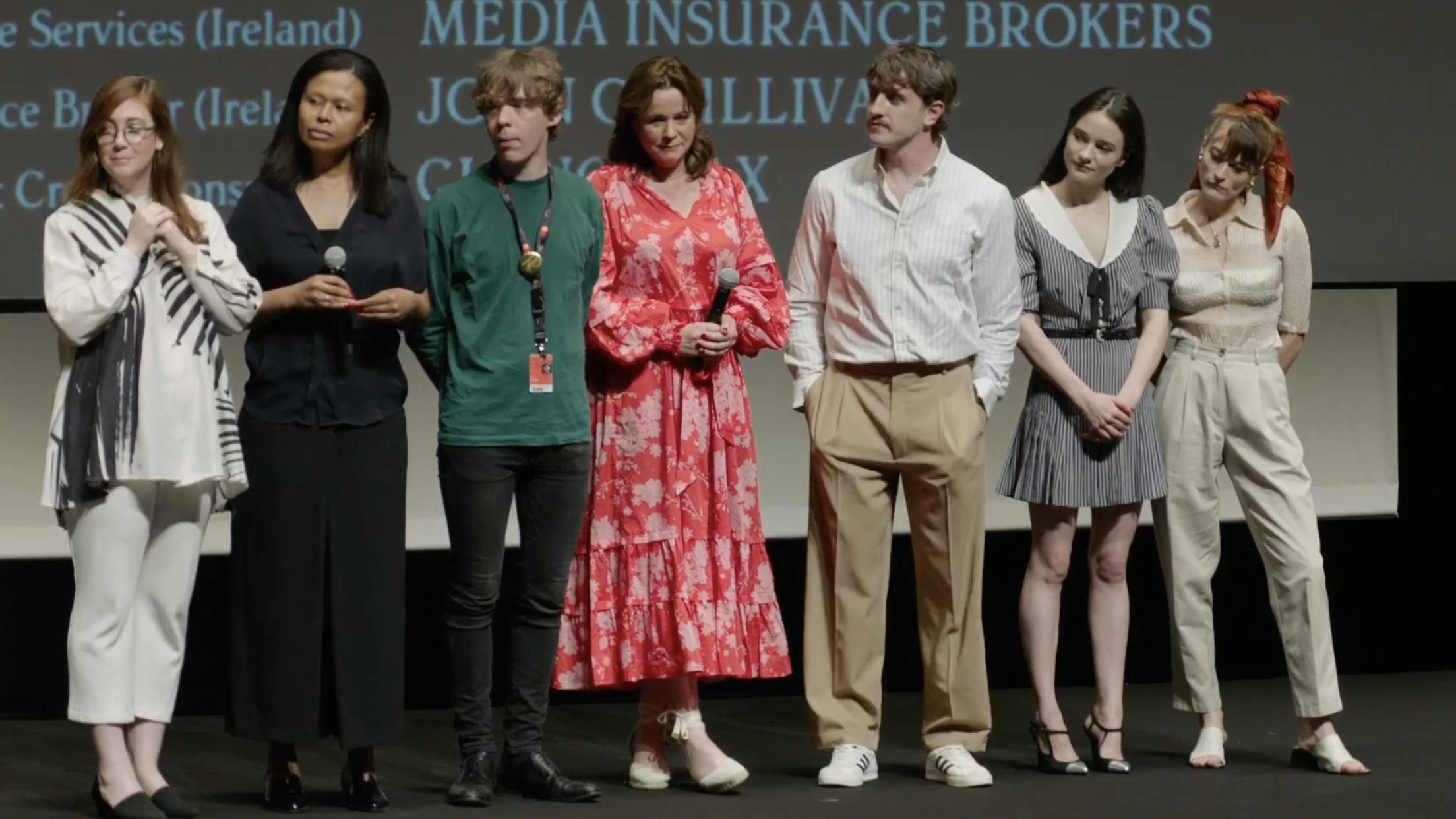
Il cast e le registe alla Quinzaine des Réalisateurs

### Sviluppo
Il 22 maggio 2019 è stato annunciato che Saela Davis ed Anna Rose Holmer avrebbero diretto God's Creatures. Nel giugno 2020 la BBC Films, Screen Ireland e Western Region Audiovisual Producer's Fund hanno confermato che avrebbero prodotto la pellicola e nel maggio successivo è stato annunciato che Emily Watson e Paul Mescal avrebbero interpretato i protagonisti.

### Riprese
Le riprese sono iniziate in Irlanda nel maggio 2021.

## Promozione
Il primo trailer del film è stato pubblicato il 16 agosto 2022.

## Distribuzione
Creature di Dio ha avuto la sua prima il 19 maggio 2022 in occasione della 75ª edizione del Festival di Cannes. Successivamente il film è stato distribuito nelle sale statunitensi il 30 settembre dello stesso anno.

## Accoglienza
Il film è stato accolto positivamente dalla critica. L'aggregatore di recensioni Rotten Tomatoes riporta il 94% di recensioni positive, con un punteggio medio di 6,6 su 10 basato su 18 recensioni.